# Централни комитет Комунистичке партије Совјетског Савеза
Централни комитет Комунистичке партије Совјетског Савеза је био извршно руководство Комунистичке партије Совјетског Савеза, које је деловало између седница Конгреса. Комитет је, према статуту странке, руководио свим партијским и владиним активностима. Чланове је бирао Конгрес странке.
За време руковођења Комунистичком партијом Владимира Лењина, Централни комитет је функционисао као највиши партијски ауторитет између конгреса партије. Међутим, у наредним деценијама дефакто најмоћније тело за доношење одлука осцилирало би напред-назад између Централног комитета и Политичког бироа или Политбироа (и за време Јосифа Стаљина, Секретаријата). Неки делегати комитета противили су се поновном успостављању Политбироа 1919. године, и као одговор, Политбиро је постао организационо одговоран Централном комитету. Након тога, чланови Централног комитета су могли да учествују на седницама Политбироа са консултативним гласом, али нису могли да гласају ако нису чланови. Након Лењинове смрти у јануару 1924, Стаљин је постепено повећавао своју моћ у Комунистичкој партији кроз функцију генералног секретара Централног комитета, водећег секретара Секретаријата. Са Стаљиновим преузимањем, улогу Централног комитета је засјенио Политбиро, који се састојао од мале клике лојалних стаљиниста.
До Стаљинове смрти 1953. године, Централни комитет је у великој мери постао симболичан орган који је био одговоран Политбироу, а не обрнуто. Стаљинова смрт је ревитализовала Централни комитет и он је постао важна институција током борбе за власт. Након доласка Никите Хрушчова на власт, Централни комитет је и даље имао водећу улогу; поништио је одлуку Политбироа да смени Хрушчова са функције 1957. године. 1964. Централни комитет је збацио Хрушчова са власти и изабрао Леонида Брежњева за првог секретара. Централни комитет је био важан орган на почетку Брежњевљеве владавине, али је изгубио ефективну власт у корист Политбироа. Од тада, па све до ере Михаила Горбачова (генерални секретар од 1985. до 1991.), Централни комитет је играо споредну улогу у вођењу партије и државе. – Политбиро је поново деловао као највиши политички орган у Совјетском Савезу.
Током већег дела историје Централног комитета, пленуми су одржавани у сали за састанке Совјета Савеза у Великој Кремљској палати. Канцеларије административног особља Централног комитета налазиле су се у 4. згради Старог трга у Москви, у садашњој згради руске Председничке администрације.

## Историја

### Позадина: 1898–1917
На оснивачком конгресу Руске социјалдемократске радничке партије (претходнице Комунистичке партије Совјетског Савеза) Владимир Лењин је на следећем конгресу успео да добије довољну подршку за успостављање свемоћног централног органа.  Овај централни орган је требало да постане Централни комитет и имао је право да одлучује о свим партијским питањима, осим о локалним. Група која је подржала оснивање Централног комитета на 2. конгресу себе је назвала бољшевицима, а губитници (мањина) су од свог вође Јулија Мартова дали име мењшевицима. Централни комитет би имао три члана и надгледао би уредништво партијског листа Искра. Први чланови Централног комитета били су Глеб Кржижановски, Фридрих Ленгник и Владимир Носков. Током своје историје, партија и Централни комитет су били раздвојени фракцијским сукобима и репресијом од стране државних органа. Лењин је успео да убеди Централни комитет, после дуге и жучне расправе, да покрене Октобарску револуцију. Већина чланова била је скептична према покретању револуције тако рано, и Лењин је био тај који је био у стању да их убеди. Предлог за извођење револуције у октобру 1917. усвојен је са 10 за, а два против од стране Централног комитета.

### Лењинова ера 1917–1922
Централни комитет је, према Лењину, требало да буде врховни орган партије. Много пре него што је удружио снаге са Лењином и постао совјетски рани воођа, Лав Троцки је једном критиковао ово гледиште, рекавши да „наша правила представљају 'организационо неповерење' партије према њеним деловима, односно надзор над свим локалним, окружним, националне и друге организације ... организацију странке врши сама партија; Централни комитет заузима место организације; и коначно диктатор заузима место Централног комитета.“
Током првих година власти, под Лењиновом влашћу, Централни комитет је био кључно тело за доношење одлука и у пракси и у теорији, а одлуке су се доносиле већином гласова. На пример, Централни комитет је гласао за или против потписивања мировног споразума са Немцима између 1917. и 1918. током Првог светског рата; већина је гласала за мир 1918. г. Резултат гласања био је Брест-литовски мир. Током жучних расправа у Централном комитету о могућем миру са Немцима, Лењин није имао већину; и Троцки и Николај Бухарин имали су више подршке за сопствени став од Лењина. Тек када је Лењин тражио коалицију са Троцким и другима, преговори са Немцима су изгласани простом већином. Критике других званичника биле су дозвољене током ових састанака, на пример, Карл Радек је рекао Лењину (критикујући његов став да подржава мир са Немцима): „Да је пет стотина храбрих људи у Петрограду, ставили бисмо те у затвор." Одлука о преговорима о миру са Немцима донета је тек када је Лењин запретио оставком, што је заузврат довело до привремене коалиције између Лењинових присталица и присталица Троцког и других. У Централном комитету након одлуке опозиције нису изречене никакве санкције.
Систем је имао много мана, а противљење Лењину и оно што су многи видели као његову прекомерну политику централизације привукло је пажњу руководства током 8. партијског конгреса (март 1919) и 9. партијског конгреса (март 1920).  На 9. партијском конгресу демократски централисти, опозициона фракција унутар партије, оптужили су Лењина и његове сараднике да су створили Централни комитет у коме ће „мала шачица партијских олигарха ... забрањивао оне који имају девијантне ставове.“  Неколико делегата Конгреса било је прилично конкретно у критици, један од њих је оптужио Лењина и његове сараднике да су Украјинску Совјетску Социјалистичку Републику учинили местом изгнанства за противнике. Одговор Лењина је био измичући, он је признао да су направљене грешке, али је приметио да, да је таква политика заиста спроведена, критика на његов рачун током 9. партијског конгреса не би могла да дође. Током 10. партијског конгреса (13) Март 1921) Лењин је осудио радничку опозицију, фракцију унутар Комунистичке партије, због одступања од комунизма. Лењин је рекао да је фракционизам дозвољен, али дозвољен само пре и током партијских конгреса су различите стране требале да добију гласове. Неколико чланова Централног комитета, који су били чланови радничке опозиције, понудили су оставку Лењину, али њихове оставке нису прихваћене, већ је од њих затражено да се повинују партијској дисциплини. 10. партијски конгрес је такође увео забрану забране рада. фракционизам унутар Комунистичке партије; међутим, оно што је Лењин сматрао 'платформама', као што су демократски централисти и радничка опозиција, било је дозвољено. Фракције су, по Лењиновом мишљењу, биле групе унутар Комунистичке партије које су подривале партијску дисциплину.
Упркос забрани фракционизма, радничка опозиција је наставила своју отворену агитацију против политике Централног комитета, а пред 11. конгрес партије (март 1922) радничка опозиција је дала лоше осмишљен покушај да добије подршку за своју позицију у Коминтерна .  Коминтерна је, не неочекивано, подржала став Централног комитета. Током 11. партијског конгреса Александар Шљапников, лидер радничке опозиције, тврдио је да су му поједини појединци из Централног комитета претили. Лењинов одговор је био избегавајући, али је изјавио да партијску дисциплину треба ојачати током „повлачења“ – Нова економска политика је уведена на 10. партијском конгресу. Једанаести партијски конгрес ће се показати као последњи конгрес којим је председавао Лењин, пошто је доживео први мождани удар у мају 1922 и био је парализован а други мождани је имао у децембру касније те године, уклоњен је из јавног живота у марту 1923. и умро 21. јануара 1924.

### Интерегнум: 1922–1930
Када је Лењин умро, совјетско руководство је било несигурно како треба да се одвија изградња новог, социјалистичког друштва. Неки су подржавали продужење НЕП-а, као што је Лењин предложио касно у свом животу, или његово окончање и замену планском економијом, позицију коју је Лењин имао када је покренуо НЕП. Након Лењиновог принудног одласка због лошег здравља, почела је борба за власт у којој су учествовали Николај Бухарин, Лев Камењев, Алексеј Риков, Јосиф Стаљин, Михаил Томски, Лав Троцки и Григориј Зиновјев .  Од њих, Троцки је био најистакнутији. У свом тестаменту Лењин се осврнуо на „изузетне способности Троцког“, додајући „он је лично можда најспособнији човек у садашњем Централном комитету“. Троцки се ипак суочио са проблемом: раније се није слагао са Лењином у неколико питања. Такође је био јеврејског порекла.
Стаљин, други озбиљан кандидат и будући вођа Совјетског Савеза, био је најмање познат, а није био популарна личност у масама. Иако је био Грузијац, и противио се грузијском национализму, наступао је као словенофил, што је била предност. Комунистичка партија је била његова институционална база; био је генерални секретар – још једна предност. Али постојао је проблем; Стаљин је био познат по својој бруталности. Као што је један верник Партије рекао: „Дивљак ... проклети човек. Морате имати мачеве као он у револуцији, али мени се та чињеница не свиђа, нити сам он.“ У свом тестаменту, Лењин је рекао о Стаљину:
```
Стаљин је превише груб, а ова мана, потпуно подношљива у нашој средини и у односима међу нама комунистима, постаје неподношљива у канцеларији генералног секретара. Зато предлажем друговима да осмисле начин да се Стаљин помери са овог положаја и да на њега поставе другог човека који по свему другом пада на другу страну скале од друга Стаљина, толерантнијег, лојалнијег, учтивијег и пажљив према друговима, мање каприциозног и тако даље.
```

Унутрашњо-партијска демократија постала је важна тема након Лењиновог здравственог одсуства; Троцки и Зиновјев су били њени главни поборници, али је Зиновјев касније променио свој став када се сврстао са Стаљином. Троцки и Риков су почетком 1923. покушали да реорганизују партију, дебирократизацијом, међутим, у томе нису успели, а Стаљин је успео да прошири Централни комитет. Томе су се успротивили поједини водећи чланови странке и недељу дана касније; издата је Декларација четрдесет шесторице која је осудила Стаљинову политику централизације. У декларацији се наводи да Политбиро, Оргбиро и Секретаријат преузимају потпуну контролу над партијом и да су та тела та која су бирала делегате на партијским конгресима – у ствари чинећи извршну власт, Партијски конгрес, оруђем совјетско руководство. О овом питању, рекао је Троцки, „како овај режим постаје консолидован, сви послови су концентрисани у рукама мале групе, понекад само секретара који именује, смењује, даје упутства, изриче казне, итд.“ Аргумент Троцког је на много начина био валидан, али је он превиђао промене које су се дешавале. Под Лењином, партија је владала кроз владу, на пример, једина политичка функција коју је Лењин имао била је председавајући Савета народних комесара, али након Лењиновог здравља, партија је преузела контролу над владиним активностима. Систем, пре него што је Лењин био приморан да одступи, био је сличан оном у парламентарним системима где су партијски кабинет, а не партијско руководство, били стварни лидери земље.
Моћ центра је узнемирила Троцког и његове следбенике. Ако је совјетско руководство имало моћ да именује регионалне званичнике, оно је имало индиректну моћ да бира делегате партијских конгреса.  Троцки је оптужио делегате 12. партијског конгреса (17-25. априла 1923.) да их је посредно бирао центар, наводећи да су 55,1% делегата са правом гласа на конгресу били чланови са пуним радним временом, а на претходном конгресу само 24,8 % делегата са правом гласа било је пуноправних чланова. Имао је разлога за узбуну, јер је, како је Анастас Микојан приметио у својим мемоарима, Стаљин настојао да спречи што је могуће више протроцковских званичника да буду изабрани за делегате конгреса. Ставови Троцког остали су без пажње све до 1923. године, када је Политбиро објавио резолуцију у којој је реафирмисао партијску демократију, па чак и прогласио могућност укидања овлашћења центра за именовање. То Троцком није било довољно и он је написао чланак у Правди где је осудио совјетско руководство и овлашћења центра. Зиновјев, Стаљин и други чланови совјетског руководства су га тада оптужили за фракционизам. Троцки није изабран за делегата на 13. партијском конгресу (23–31. маја 1924).
Након 13. Конгреса, почела је још једна борба за власт са другачијим фокусом; овог пута социо-економске политике биле су главни мотиватори за борбу. Троцки, Зиновјев и Камењев су подржавали брзу индустријализацију и планску економију, док су Бухарин, Риков и Томски подржавали одржавање НЕП-а. Стаљин је, за разлику од осталих, често посматран као самосталан; како је Џери Ф. Хју објаснио, на њега се често гледало као на „циничног Макијавелиста заинтересованог само за моћ“.
Године 1925. Стаљин је почео да напада на позиџије Зиновјева и Камењева. Именовање Рикова за председника Савета народних комесара било је дефакто деградирање Камењева. Каменев је био вршилац дужности председника Савета народних комесара у Лењиновом одсуству.  Да ствар буде још гора, Стаљин је почео да заступа своју политику социјализма у једној земљи – политику која се често погрешно посматрала као напад на Троцког,а заиста је била усмерена на Зиновјева. Зиновјев се са позиције председника извршног комитета Комунистичке интернационале (Коминтерне) супротстављао Стаљиновој политици. Зиновјев је почео да напада Стаљина за неколико месеци, док је Троцки почео да напада Стаљина због овог става 1926. На 14. партијском конгресу (18–31. децембар 1925) Камењев и Зиновјев су били приморани да заузму исту позицију као и Троцки био присиљен на претходно; прогласили су да центар узурпира власт од регионалних огранака и да Стаљин представља опасност за унутарстраначку демократију. Конгрес је постао подељен између две фракције, између оне која је подржавала Стаљина и оних који су подржавали Камењева и Зиновјева. Делегација Лењинграда, која је подржала Зиновјева, узвикивала је „Живео Централни комитет наше партије“. И поред тога, Камењев и Зиновјев су били сломљени на конгресу, а 559 је гласало за совјетско руководство, а само 65 против. Новоизабрани Централни комитет деградирао је Каменева у члана Политбироа без права гласа. У априлу 1926. Зиновјев је уклоњен из Политбироа, а у децембру је и Троцки изгубио чланство. Сви су они задржали своја места у Централном комитету до октобра 1927. На 15. партијском конгресу (2–19. децембар 1927) лева опозиција је сломљена; нико од његових чланова није изабран у Централни комитет.  Од тада је Стаљин био неприкосновени лидер Совјетског Савеза, а други водећи званичници, попут Бухарина, Томског и Рикова, били су знатно ослабљени. Централни комитет који је изабран на 16. партијском конгресу (26. јун – 13. јул 1930.) сменио је Томског и Рикова. Риков је такође изгубио председавање Саветом народних комесара, из Политбироа.

### Међуратни и ратни период: 1930–1945
Од 1934. до 1953. одржана су три конгреса (кршење партијског правила које је гласило да се конгрес мора сазивати сваке треће године), једна конференција и 23 састанка Централног комитета. Ово је у дубокој супротности са Лењиновом ером (1917–1924), када је одржано шест конгреса, пет конференција и 69 састанака Централног комитета.  Политбиро се није састао ни једном између 1950, када је Николај Вознесенски убијен, и 1953. Године 1952, на 19. партијском конгресу (5–14. октобар 1952) Политбиро је укинут и замењен је Президијумом.
Године 1930. извршена је реорганизација одељења Централног комитета, јер је Секретаријат изгубио контролу над привредом, због Прве петолетке, и било му је потребно више партијског особља за надзор привреде. Пре 1930. одељења Централног комитета су се фокусирала на главне компоненте „политичког рада“. Одељења су надгледала локалне партијске функционере и министарске огранке у оквиру своје посебне сфере. Четири године касније, 1934. године, основана су нова одељења Централног комитета која су била независна од Одељења за кадрове. Стаљиново истицање значаја политичког и економског рада довело је до још једног таласа реорганизације одељења Централног комитета крајем 1930-их и 1940-их. На 18. партијском конгресу (10-21. март 1939) одељење специјализовано за индустрију је укинуто и замењено одељењем које се фокусирало на управљање кадровима, идеологију и испуњавање верификације. На 18. партијској конференцији (15–20. фебруар 1941) закључено је да је укидање Одељења за индустрију Централног комитета довело до занемаривања индустрије. Због тога су специјализовани секретари постали одговорни за индустрију и транспорт од центра до нивоа града.
Године 1930. извршена је реорганизација одељења Централног комитета, јер је Секретаријат изгубио контролу над привредом, због Прве петолетке, и било му је потребно више партијског особља за надзор привреде. Пре 1930. одељења Централног комитета су се фокусирала на главне компоненте „политичког рада“. Одељења су надгледала локалне партијске функционере и министарске огранке у оквиру своје посебне сфере. Четири године касније, 1934. године, основана су нова одељења Централног комитета која су била независна од Одељења за кадрове. Стаљиново истицање значаја политичког и економског рада довело је до још једног таласа реорганизације одељења Централног комитета крајем 1930-их и 1940-их. На 18. партијском конгресу (10-21. март 1939) одељење специјализовано за индустрију је укинуто и замењено одељењем које се фокусирало на управљање кадровима, идеологију и испуњавање верификације. На 18. партијској конференцији (15–20. фебруар 1941) закључено је да је укидање Одељења за индустрију Централног комитета довело до занемаривања индустрије. Због тога су специјализовани секретари постали одговорни за индустрију и транспорт од центра до нивоа града.
17. партијски конгрес (26. јануар – 10. фебруар 1934) ушао је у историју као Конгрес победника, због успеха Првог петогодишњег плана. Током конгреса неколико делегата формирало је анти-Стаљинов блок. Неколико делегата је расправљало о могућности или уклањања или смањења Стаљинових овлашћења. Нису сви сукоби били испод површине, а Григориј Орџоникидзе, народни комесар за тешку индустрију, отворено је расправљао са Вјачеславом Молотовом, председавајућим Савета народних комесара, око стопе економског раста. Спор између Орџоникидзеа и Молотова решен је оснивањем Конгресне комисије, коју су чинили Стаљин, Молотов, Орџоникидзе, други чланови Политбироа и одређени економски стручњаци. На крају су постигли договор, а планирани циљ привредног раста у Другој петогодишњем плану смањен је са 19% на 16,5%.
Тон 17. партијског конгреса био је другачији од његових претходника; неколико старих опозиционара су постали делегати, и поново су изабрани у Централни комитет. На пример, Бухарин, Зиновјев, Јевгениј Преображенски и Георгиј Пјатаков су рехабилитовани. Сви су говорили на конгресу, чак и ако је већина њих била прекинута. Конгрес је био подељен између две доминантне фракције, радикала (углавном стаљиниста) и умерених. Пре конгреса је основано неколико група, које су се или противиле стаљинистичком руководству (Рјутинова група) или су се противиле друштвено-економској политици стаљинистичког руководства (група Сирцов–Ломинадзе, група Ајсмонт–Толмачов и група на челу са Александром Петровичем Смирнов између осталих). Политичари, који су се раније супротстављали стаљинистичком руководству, могли би бити рехабилитовани ако би се одрекли својих ранијих уверења и почели да подржавају Стаљинову владавину. Међутим, руководство се није отварало; Каменев и Зиновјев су ухапшени 1932. (или почетком 1933.) и ослобођени 1934. године, а затим поново ухапшени 1935. године, оптужени да су учествовали у завери ради убиства Сергеја Кирова.
Већина чланова Централног комитета изабраних на 17. партијском конгресу убијена је током или убрзо након Велике чистке када су Николај Јежов и Лаврентиј Берија били на челу НКВД-а. Григориј Камински је на састанку Централног комитета говорио против Велике чистке, а убрзо након тога је ухапшен и убијен. Укратко, током Велике чистке, Централни комитет је ликвидиран. Стаљин је успео да ликвидира Централни комитет уз саму сагласност комитета, како је Молотов једном рекао: „Ово се постепено дешавало. Седамдесет је протерало 10–15 особа, затим 60 протерало 15 особа ... У суштини, то је довело до ситуације да је мањина ове већине остала унутар Централног комитета... Такав је био постепен, али прилично брз процес рашчишћавања пута.“ Неколико чланова је искључено из Централног комитета гласањем. Од 139 чланова који су изабрани у Централни комитет на 17. Конгресу, 98 људи је убијено у период 1936–40. У овом периоду Централни комитет се смањио, 78 процената. До 18. конгреса био је само 31 члан Централног комитета, а од њих су само два поново изабрана.
Многе жртве московских суђења рехабилитоване су тек 1988. Под Хрушчовом, истрага о овом питању је закључила да је Централни комитет изгубио своју владајућу функцију под Стаљином; од 1929. све одлуке у Централном комитету донете су једногласно. Другим речима, Централни комитет је био преслаб да би се заштитио од Стаљина и његових вешала. Стаљин је успео да преокрене Лењинов хијерархијски модел; под Лењином, партијски конгрес и Централни комитет били су највиши органи одлучивања, под Стаљином су Политбиро, Секретаријат и Оргбиро постали најважнији органи одлучивања.

### Од Стаљина до Хрушчовљевог пада: 1945–1964
У периоду после Другог светског рата, Стаљин је владао Совјетским Савезом преко места председавајућег Савета министара. Овлашћења Секретаријата су се смањила током овог периода, а само један члан Секретаријата, Никита Хрушчов, био је члан Президијума (Политбироа). Учесталост састанака Централног комитета нагло је опала под Стаљином, али се поново повећала након његове смрти. Након Хрушчовљеве консолидације власти, број састанака Централног комитета се поново смањио, али се повећао током његове касније владавине, и заједно са Политбироом, Централни комитет је изгласао смену Хрушчова са места првог секретара 1964.
Када је Стаљин умро 5. марта 1953, Георгиј Маленков, заменик председника Савета министара, наследио га је на месту председавајућег и дефакто водеће личности Президијума (преименованог Политбироа). Почела је борба за власт између Маљенкова и Хрушчова, а 14. марта Маленков је био приморан да поднесе оставку на место Секретаријата. Званично образложење за његову оставку било је „да се удовољи захтеву председника Савета министара СССР-а Маленкова да буде ослобођен дужности Централног комитета партије“. Оставка Маленкова учинила је Хрушчова вишим чланом Секретаријата и учинила га довољно моћним да постави дневни ред састанака Президијума заједно са Маљенковом. Хрушчов је успео да консолидује своја овлашћења унутар партијске машине након оставке Маљенкова, али је Маленков остао дефакто водећа фигура Партије. Заједно са доласком на власт Маленкова и Хрушчова, још једна фигура, Лаврентиј Берија, такође се борио за власт. Њих тројица су формирали краткотрајну Тројку, која је трајала све док Хрушчов и Маленков нису издали Берију. Берија, етнички Грузијац, био је члан председништва за унутрашњу безбедност и истицао се у залагању за права мањина и чак је подржао поновно уједињење Источне и Западне Немачке како би се успоставила јака и неутрална Немачка између капиталистичких и социјалистичких нација. Управо се Берија, званичном изјавом Министарства унутрашњих послова (МВД), а не Централног комитета или Савета министара, оградио од Завере доктора као преваре.
Берију није било лако победити, а његова политика етнизације (да су локални или републички лидери морали да имају етничко порекло и да говоре језиком дате области) показала се као средство за јачање контроле МВД над локалним партијским органима. Хрушчов и Маленков, који су почели да добијају информације у којима је писало да је МВД почео да шпијунира партијске званичнике, почели су да делују у пролеће 1953. Берија је на следећем пленуму Президијума поражен већином против њега, а недуго затим, Хрушчов и Маленков су почели да планирају Беријин пад са власти. Међутим, ово није био лак задатак, јер је Берија успео да унесе страх у своје колеге. У првој дискусији Хрушчова и Маленкова са Климентом Ворошиловим, Ворошилов није желео да има ништа с тим, јер се плашио „Беријиних ушију“. Међутим, Хрушчов и Маленков су успели да прикупе довољно подршке за Беријино свргавање, али тек када су гласине о потенцијалном државном удару под вођством Берије почеле да се шире унутар партијског руководства. У страху од моћи коју је имао Берија, Хрушчов и Маленков су били спремни за потенцијални грађански рат. То се није догодило и Берија је био приморан да поднесе оставку на све своје партијске функције 26. јуна, а касније је погубљен 23. децембра. Беријин пад је такође довео до критике Стаљина; партијско руководство је оптужило Берију да је користио Стаљина, болесног и старог човека, да наметне сопствену вољу Совјетском Савезу током последњих Стаљинових дана. Ова критика, и још много тога, навела је партијске и државне новине да покрену општију критику Стаљина и Стаљинове ере. Памфлет о партијској историји је отишао толико далеко да је навео да партија треба да елиминише „нетачно, немарксистичко тумачење улоге појединца у историји, које се у пропаганди изражава идеалистичком теоријом култа личности, што је страно марксизму“.
Беријин пад довео је до слома његове „империје“; овлашћења МВД-а су смањена, а успостављен је КГБ. Маленков је, иако је изгубио секретарско место, и даље био председавајући Савета министара, и позицију је задржао до 1955. Покренуо је политику јачања централних министарстава, док је истовремено водио популистичку политику, један пример је успоставити уштеду од 20,2 милијарде рубаља за совјетске пореске обвезнике. Насупрот томе, Хрушчов је покушао да ојача централни партијски апарат фокусирајући се на Централни комитет. Централни комитет није играо запажену улогу у совјетској политици од пада Николаја Бухарина 1929. Стаљин је ослабио овлашћења Централног комитета мешавином репресије и организационог реструктурирања. Хрушчов је такође позвао на улогу Партије да надгледа локалне органе, економске подухвате и активности централне владе. У септембру 1953. Централни комитет је Хрушчову доделио титулу првог секретара, чиме је озваничен његов стаж у Централном комитету. Са новим стеченим овлашћењима, Хрушчов је могао да именује сараднике у руководство у Грузији, Азербејџану, Украјини, Јерменији и Молдавији (савремена Молдавија), док је Маленков, насупрот томе, могао да именује сарадника за руководство само у Москви. За време Хрушчова локално партијско руководство у Руској Совјетској Федеративној Социјалистичкој Републици (Руска СФСР) забележило је највећу промену покрајинских лидера од Велике чистке; два од три покрајинска челника смењена су само 1953. године. Маленков је добио идентичну политику у владиним институцијама; најзапаженија промена је именовање Михаила Первухина, Ивана Тевосијана и Максима Сабурова за заменике председавајућег Савета министара.
Током врхунца борбе Маленков-Хрушчов, Хрушчов се активно борио за побољшање совјетске пољопривреде и јачање улоге Централног комитета. Хрушчов је покушао да ревитализује Централни комитет тако што је био домаћин неколико дискусија о пољопривреди на пленумима Централног комитета. Док ниједан други члан Президијума није био одушевљен таквим приступом, Хрушчов је одржао неколико састанака Централног комитета од фебруара до марта 1954. на којима се расправљало само о пољопривреди. Тиме је Хрушчов признавао давно заборављену чињеницу; Президијум, Секретаријат и он сам били су одговорни Централном комитету. Хрушчов је могао да крене другим путем, пошто су неки људи већ позивали да се улога Централног комитета сведе на „само кадрове и пропаганду“. Даља промена била је демократизација на врху партијске хијерархије, као што је Ворошилов приметио на састанку Президијума 1954. До августа 1954. улога Маленкова као дефакто шефа владе је завршена; Николај Булгањин је почео да потписује декрете Савета министара (право које припада председавајућем), а Президијум је попустио пред Хрушчовљевим жељама да смени Маљенкова.  Маленков је прозван ревизионизмом због његове жеље да да предност лакој индустрији у односу на тешку индустрију. Истовремено, Маленков је оптужен да је умешан у Лењинградску аферу која је довела до смрти недужних партијских званичника. На пленуму Централног комитета 25. јануара 1955. Хрушчов је оптужио Маленкова за идеолошке девијације на истом нивоу као бивши, антистаљинисти Бухарин и Алексеј Риков из 1920-их. Маленков је два пута говорио пред пленумом, али то није променило његову позицију и 8. марта 1955. био је приморан да поднесе оставку на место председавајућег Савета министара; наследио га је Николај Булгањин, штићеник Хрушчова из 1930-их. Маленков је и даље остао моћна личност и задржао је своје место у Президијуму.
Анти-Хрушчовски настројена мањина у Президијуму била је увећана члановима партије који су се противили Хрушчовљевим предлозима да се децентрализује власт над индустријом, што је погодило срж Маленковљеве базе моћи. Током прве половине 1957. године, Маленков, Вјачеслав Молотов и Лазар Каганович радили су на тихом стварању подршке за смену Хрушчова. На састанку Президијума одржаном 18. јуна на којем су биле одсутне две присталице Хрушчова, завереници су предложили да Булгањин, који се придружио шеми, преузме председавање, и предложили друге потезе који би ефективно деградирали Хрушчова и ставили себе под контролу. Хрушчов је приговорио на основу тога што сви чланови Президијума нису били обавештени, приговор који би брзо био одбачен да Хрушчов није имао чврсту контролу над војском. Како је процурила вест о борби за власт, чланови Централног комитета, који је контролисао Хрушчов, упутили су се у Москву, многи су тамо одлетели војним авионима и захтевали да буду примљени на састанак. Иако нису примљени, убрзо је у Москви било довољно чланова Централног комитета да се сазове хитан партијски конгрес, што је ефективно приморало руководство да дозволи пленум Централног комитета. На том састанку, три главна завереника су названа Антипартијска група, оптужена за фракционизам и саучесништво у Стаљиновим злочинима. Њих тројица су искључени из Централног комитета и Президијума, као и бивши министар спољних послова и Хрушчовљев клијент Дмитриј Шепилов који им се придружио у завери. Молотов је послан као амбасадор у Монголској Народној Републици ; остали су послати на чело индустријских објеката и института далеко од Москве.
На 20. партијском конгресу Хрушчов је у свом говору „ О култу личности и његовим последицама“ изјавио да су Стаљин, стаљинистички култ личности и стаљинистичка репресија деформисали истински лењинистички законитост. Партија је постала синоним за особу, а не за људе – права природа партије је деформисана под Стаљином и требало је да се ревитализује. Ове тачке, и више, искоришћене су против њега, када је Хрушчов био приморан да поднесе оставку на све своје функције 1964. Хрушчов је почео да иницира непотистичку политику, покренуо је политику без сагласности Президијума или Централне Одбора, развио се култ личности и, уопште, Хрушчов је развио неколико карактеристика које је и сам критиковао Стаљина на 20. партијском конгресу. На 21. партијском конгресу Хрушчов је храбро изјавио да је лењинистичка легалност поново успостављена, док је у стварности и сам почео да следи неке од исте политике, мада не на истом нивоу као Стаљин. Дана 14. октобра 1964. Централни комитет, заједно са Президијумом, јасно је ставио до знања да сам Хрушчов не одговара моделу „лењинистичког вође“, те је био приморан да поднесе оставку на све своје функције, а наследио га је Леонид Брежњев као први секретар и Алексеј Косигин као председавајући Савета министара.

### Брежњевљева ера: 1964–1982
Пре него што је покренуо дворски пуч против Хрушчова, Брежњев је разговарао са неколико чланова Централног комитета и имао списак који је садржао све чланове Централног комитета који су подржавали свргавање Хрушчова. Брежњев је назвао Хрушчова и замолио га да се састане са њим у Москви. Тамо је сазван Централни комитет изгласао да је Хрушчов ван функције, и као први секретар Централног комитета и као председавајући Савета министара. На почетку, главни ривал Брежњева био је Николај Подгорни, члан Секретаријата. Подгорни је касније „унапређен“ у председавање Президијума Врховног совјета Совјетског Савеза, а Андреј Кириленко га је заменио на месту секретара задуженог за кадровску политику. Истовремено, Александар Шелепин, још један ривал, смењен је на месту председника Партијско-државне контролне комисије и изгубио је функцију заменика председавајућег Савета министара. Шелепин је добио нови ударац када је смењен из Секретаријата.
Број састанака Централног комитета поново је порастао током Брежњевљевог раног мандата првог секретара, али су се број састанака и њихово трајање укупно стално смањивали током Брежњевљеве владавине. Пре Стаљинове консолидације власти, Централни комитет је имао отворену дебату, где су чак и водећи званичници могли бити критиковани. Ово се није догодило током Брежњевљеве ере, а званичници Политбироа су ретко учествовали на његовим састанцима; од 1966. до 1976. године, Алексеј Косигин, Подгорни и Михаил Суслов су једном присуствовали састанку Централног комитета; било је то 1973. да ратификује споразум Совјетског Савеза са Западном Немачком. Ниједан члан Политбироа или Секретаријата током Брежњевљеве ере није говорио на састанцима Централног комитета. Говорник на састанку Централног комитета који је изабрао Савјет министара (Владу) и Политбиро никада није био наведен током Брежњевљеве ере. Пошто се просечно трајање састанка Централног комитета смањило, а одржано је и мање састанака, многи чланови Централног комитета нису могли да говоре. Неки чланови су претходно консултовали руководство, како би тражили да говоре током састанака. Током пленума Централног комитета у мају 1966, Брежњев се отворено жалио да му је само један члан лично тражио да му се дозволи да говори. Већина говорника на пленумима Централног комитета били су високи званичници.
Број састанака Централног комитета поново је порастао током Брежњевљевог раног мандата првог секретара, али су се број састанака и њихово трајање укупно стално смањивали током Брежњевљеве владавине. Пре Стаљинове консолидације власти, Централни комитет је имао отворену дебату, где су чак и водећи званичници могли бити критиковани. Ово се није догодило током Брежњевљеве ере, а званичници Политбироа су ретко учествовали на његовим састанцима; од 1966. до 1976. године, Алексеј Косигин, Подгорни и Михаил Суслов су једном присуствовали састанку Централног комитета; било је то 1973. да ратификује споразум Совјетског Савеза са Западном Немачком. Ниједан члан Политбироа или Секретаријата током Брежњевљеве ере није говорио на састанцима Централног комитета. Говорник на састанку Централног комитета који је изабрао Савјет министара (Владу) и Политбиро никада није био наведен током Брежњевљеве ере. Пошто се просечно трајање састанка Централног комитета смањило, а одржано је и мање састанака, многи чланови Централног комитета нису могли да говоре. Неки чланови су претходно консултовали руководство, како би тражили да говоре током састанака. Током пленума Централног комитета у мају 1966, Брежњев се отворено жалио да му је само један члан лично тражио да му се дозволи да говори. Већина говорника на пленумима Централног комитета били су високи званичници.
До 1971. Брежњев је успео да постане први међу једнакима у Политбироу и Централном комитету. Шест година касније, Брежњев је успео да већину Централног комитета попуни Брежњевцима. Али као што је Питер М. Е. Волтен приметио, „однос између генералног секретара и централног комитета остао је обострано рањив и међусобно зависан“. Колективно руководство ере Брежњева је истицало стабилност кадрова у партији. Због тога се проценат опстанка пуних чланова Централног комитета постепено повећавао током ере. Пошто се величина Централног комитета проширила, већина чланова је била или у првом или другом мандату.  Проширио се на 195 у 1966, 141 у 1971, 287 у 1976 и 319 у 1981; од тога, ново чланство се састојало од 37, 30 и 28 процената.

### Андропов–Черненко инерегнум: 1982–1985
Андропов је изабран за генералног секретара партије 12. новембра 1982. одлуком Централног комитета. Састанак Централног комитета одржан је мање од 24 сата након објаве о смрти Брежњева. А. Р. Џадсон Мичел тврди да је састанак Централног комитета који је изабрао Андропова за генералног секретара био мало више од састанка са печатом. Андропов је био у доброј позицији да преузме контролу над партијским апаратом; умрла су три велика системска јерарха, Брежњев, Косигин и Суслов. Четврти, Кириленко, био је приморан да оде у пензију. На седници Централног комитета 22. новембра 1982. Кириленко је изгубио чланство у Политбироу (након одлуке самог Политбироа), а Николај Рижков, заменик председника Државног одбора за планирање, изабран је у Секретаријат. Рижков је постао шеф економског одељења Централног комитета, и постао водећи члан Централног комитета по питањима економског планирања. Убрзо након тога, Рижков је, након што је заменио Владимира Долгиха, почео да надгледа цивилну привреду. На седници Централног комитета 14-15. јуна 1983. Виталиј Воротников је изабран за кандидата за члана Политбироа, Григориј Романов је изабран у Секретаријат, а пет чланова Централног комитета је добило пуноправно чланство. Избор Романова у Секретаријату је знатно ослабио Черненкову контролу. Касније је Јегор Лигачов постављен за шефа Одељења за партијски организациони рад Централног комитета. Одређени Брежњевовци су задржани, као што су Виктор Чебриков и Николај Савинкин. Са овим именовањима, Андропов је ефикасно носио овлашћења номенклатуре. Чак и тако, до тренутка када је успео да доминира Централним комитетом, Андропов се разболео. Није могао да присуствује годишњој паради којом се славила победа Октобарске револуције. Черненко, званични другорангирани секретар, такмичио се за власт са Михаилом Горбачовим. Састанци Централног комитета и Врховног совјета Совјетског Савеза одложени су до последњег могућег тренутка због Андроповљевог здравља. Међутим, промене су се наставиле, а именовани Андропови су наставили Андроповљев курс увођења нове крви у централни комитет и партијски апарат. Воротников и Михаил Соломецев су добили пуноправно чланство у Политбироу, Чебриков је изабран за кандидата за члана Политбироа, а Лигачов је постао члан Секретаријата. Черненков положај је почео да изгледа несигурно; Горбачов је из дана у дан постајао све јачи. Четири дана након Андроповове смрти, 9. фебруара 1984, Черненко је изабран за генералног секретара странке.
Черненко је изабран као компромисни кандидат од стране Политбироа; Централни комитет никада није могао да прихвати другог кандидата, с обзиром да су већину чланова ЦК чинили стари Брежњевљевци. Политбиро није могао, упркос својим овлашћењима, да изабере генералног секретара који није подржан од Централног комитета. Упркос томе, неколико водећих чланова Политбироа подржало је Черненка, као што су Николај Тихонов и Виктор Гришин. Да ствар буде још гора по Черненка, он није имао контролу над Политбироом; и Андреј Громико и Дмитриј Устинов су били политички веома независни, а Политбиро је још увек садржао неколико водећих Андропових штићеника, као што су Горбачов, Воротников, Соломонцев и Хејдар Алијев. Черненко никада није добио потпуну контролу над Централним комитетом и партијским апаратом; док Андропов никада није успео да уклони већину Брежњевљевих именованих у Централном комитету, успео је да подели Централни комитет по фракцијским линијама. У овој конфузији, Черненко никада није успео да постане јак вођа. На пример, Горбачов је брзо постао дефакто други секретар партије, иако га Черненко није подржао. Расподела моћи унутар Централног комитета претворила је Черненка у нешто више од фигура. За разлику од претходних генералних секретара, Черненко није контролисао кадровско одељење Централног комитета, што је Черненкову позицију чинило знатно слабијом. Међутим, Черненко је значајно ојачао своју позицију почетком 1985. године, недуго пре смрти. Черненко је умро 10. марта 1985, а Централни комитет је именовао Горбачова за генералног секретара 11. марта.

### Горбачовљева ера: 1985–1991
Избор Горбачова за генералног секретара био је најбржи у совјетској историји. Политбиро је препоручио Горбачова Централном комитету, а Централни комитет је одобрио именовање. Састанак Политбироа, који је изабрао Горбачова за генералног секретара, није укључивао чланове као што су Динмухамед Конајев, Володимир Шчербицки и Виталиј Воротников. Од њих тројице, Конајев и Шчербицки су били Брежњевци, а Воротников, иако није подржавао Горбачова, узео је здраво за готово да ће Горбачов наследити Черненка. Замисливо је, према историчару Арчију Брауну, да би Конајев и Шчербицки радије гласали за Виктора Гришина као генералног секретара, него за Горбачова. На истом састанку од Гришина је затражено да председава комисијом одговорном за сахрану Черненкова; Гришин је одбио понуду, тврдећи да је Горбачов био ближи Черненку него он. Тиме је практично наговестио своју подршку Горбачовљевом приступању генералном секретару. Андреј Громико, дугогодишњи министар спољних послова, предложио је Горбачова као кандидата за генералног секретара. Политбиро и Централни комитет једногласно су изабрали Горбачова за генералног секретара. Рижков је, ретроспективно, тврдио да је совјетски систем „створио, неговао и формирао“ Горбачова, али да се „давно Горбачов интерно побунио против домаћег система“. У истом духу, Горбачовљев саветник Андреј Грачов, приметио је да је он „генетска грешка система“.
Горбачовљева политика гласности (буквално отворености ) значила је постепену демократизацију партије. Због овога је ојачана улога Централног комитета. Неколико старих апаратчика изгубило је своја места због више отворених званичника током ере Горбачова. План је био да се Централни комитет учини органом у коме се води расправа; и у томе је Горбачов успео.
Горбачовљева политика гласности (буквално отворености) значила је постепену демократизацију партије. Због овога је ојачана улога Централног комитета. Неколико старих апаратчика изгубило је своја места због више отворених званичника током ере Горбачова. План је био да се Централни комитет учини органом у коме се води расправа; и у томе је Горбачов успео.
До 1988. неколико људи је тражило реформу унутар саме Комунистичке партије. На 19. конференцији, првој партијској конференцији одржаној од 1941. године, неколико делегата је затражило увођење ограничења мандата, укидање именовања функционера и увођење избора за више кандидата унутар партије. Неки су позивали на максимално два мандата у сваком партијском телу, укључујући Централни комитет, други су подржавали политику Никите Хрушчова која је правила обавезне промене, коју је укинуло вођство Брежњева. Други људи су позивали да генералног секретара или бира народ, или „неку врсту партијског референдума“. Било је речи и о увођењу старосних граница, и децентрализацији, и слабљењу партијске бирократије. Номенклатурни систем је био на удару; неколико делегата је питало зашто водећи чланови партије имају право на бољи живот, барем материјално, и зашто је руководство мање-више недодирљиво, као што је било под Леонидом Брежњевом, иако је њихова неспособност свима била јасна. Други су се жалили да је совјетској радничкој класи дата превелика улога у партијском организовању; научно особље и други службеници били су правно дискриминисани.

## Дужности и обавезе
Централни комитет је био колективни орган биран на годишњем партијском конгресу. Имао је мандат да се састаје најмање два пута годишње да би деловао као врховни орган странке. Током година, чланство у Централном комитету се повећавало; 1934. године било је 71 редовних чланова, 1976. године 287 редовних чланова. Чланови Централног комитета су бирани на места због функција које су обављали, а не због личних заслуга. Због тога се Централни комитет обично сматрао индикатором за совјетологе за проучавање снаге различитих институција. Политбиро је бирао и извештавао Централни комитет. Осим Политбироа, Централни комитет је такође изабрао Секретаријат и генералног секретара, дефакто лидера Совјетског Савеза. 1919–1952 Оргбиро је такође изабран на исти начин као Политбиро и Секретаријат од стране пленума Централног комитета.  Између пленума Централног комитета, Политбиро и Секретаријат су били законски овлашћени да доносе одлуке у његово име. Централни комитет (или Политбиро и/или Секретаријат у његово име) могао је доносити одлуке на нивоу целе земље; одлуке у име странке преносиле су се од врха до дна.
За време Лењина, Централни комитет је функционисао као Политбиро током пост-Стаљинове ере, као водећи колективни орган партије. Међутим, како се чланство у Централном комитету стално повећавало, његову улогу је помрачио Политбиро. Између конгреса Централни комитет је функционисао као извор легитимитета совјетског руководства.  Опадање положаја Централног комитета почело је 1920-их и сведено је на усаглашено тело партијског руководства током Велике чистке. Према партијским правилима, Централни комитет је требало да се састаје најмање два пута годишње да расправља о политичким питањима (али не и о питањима која се односе на војну политику).

### Избори
Делегати на партијским конгресима бирали су чланове Централног комитета. Ипак, није било конкурса за места у Централном комитету. Совјетско руководство је унапред одлучивало ко ће бити предложен у Централни комитет. У Брежњевљево доба, на пример, делегати на партијским конгресима изгубили су моћ да тајно гласају против кандидата које је подржало руководство. На пример, на конгресима 1962. и 1971. делегати су једногласно изабрали Централни комитет. Према Роберту Винсенту Данијелсу, Централни комитет је био скупштина представника него скупштина појединаца. Избор чланова је често имао „аутоматски карактер“; изабрани су чланови да представљају различите институције. Док се Џери Ф. Хаф слаже са Данијелсовом анализом, он наводи да други фактори морају бити укључени; на пример, функционер са лошим односом са генералним секретаром не би био изабран у Централни комитет.
Контроверзан је и став да је Политбиро предлагао чланове Централног комитета, с обзиром на то да је сваки нови Централни комитет у већини случајева био попуњен присталицама генералног секретара. Да је Политбиро заиста предлагао чланове и кандидате Централног комитета, појавиле би се различите фракције. Док теорија Политбироа индиректно наводи да је партијски конгрес неважан процес, друга теорија, теорија кружног тока моћи, претпостављала је да је генерални секретар био у стању да изгради базу моћи међу регионалним секретарима странке. Ови секретари би заузврат бирали делегате који су подржавали генералног секретара.

## Организација

### Комисије
На 19. конференцији, првој од 1941. године, Михаил Горбачов је позвао на оснивање комисија Централног комитета како би се члановима Централног комитета омогућило више слободе у спровођењу политике. Дана 30. септембра 1988. Резолуцијом Централног комитета установљено је шест комисија, које су све водиле или чланови Политбироа или секретари. Комисију за међународне послове предводио је Александар Јаковљев; Јегор Лигачов је водио Комисију за пољопривреду; Георгиј Разумовски је предводио Комисију за партијску изградњу и кадрове; Вадим Медведев постао шеф Комисије за идеологију; Комисију за социјално-економска питања водио је Николај Сљунков ; а на чело Комисије за правна питања дошао је Виктор Чебриков. Оснивање ових комисија је објашњено на различите начине, али је Горбачов касније тврдио да су оне основане да би се окончала борба за моћ између Јаковљева и Лигачова у културним и идеолошким питањима, а да се Лигачов не тера из политике. Лигачов је, с друге стране, тврдио да су комисије основане да би ослабиле престиж и моћ Секретаријата. Број састанака који је Секретаријат одржао, након формирања комисија, драстично се смањио, пре него што је тело ревитализовано после 28. Конгреса Партије (2. јул 1990. – 13. јул 1990).
Комисије су се састајале тек почетком 1989. године, али су неки шефови комисија одмах добили одговорност. На пример, Медведев је добио задатак да створи „нову дефиницију социјализма“, задатак који би се показао немогућим када Горбачов постане ентузијастичан присталица неке социјалдемократске политике и размишљања. Медведев је на крају закључио да партија и даље подржава марксизам-лењинизам, али да ће морати да прихвати неку буржоаску политику.

### Централна контролна комисија
Комисија за партијску контролу (рус. Комиссия партийного контроля при ЦК КПСС (КПК)  ) био одговоран за, по речима партијског статута, „... а) да надгледа спровођење одлука Партије и КПСС (б), б) да истражује оне који су одговорни за кршење партијске дисциплине, и ц) да кривично гони кршење партијске етике.“ 18. партијски конгрес, одржан 1939. године, признао је да ће централни задатак Контролне комисије бити јачање контроле партијске контроле. Конгрес је одлучио да Контролну комисију од тада бира Централни комитет непосредно после Конгреса, уместо да је бира сам конгрес. Измене су и у уставу. У њему се наводи да је „Контролна комисија а) надгледала спровођење директива КПСС, (б) и совјетско-економских агенција и партијских организација; ц) испитала рад локалних партијских организација, д) истражила оне који су одговорни за злостављање странке. дисциплина и партијски устав“.

### Одељења
Руководилац одељења обично је добијао титуле „глава“ (рус. zaveduiuschchii), али у пракси је Секретаријат имао главну реч у вођењу одељења; на пример, пет од једанаест секретара је водило своја одељења 1978. Али обично су одређени секретари добијали надзорне дужности над једним или више одељења. Свако одељење је основало своје ћелије, специјализоване за једну или више области. Ове ћелије су се звале секције. До 1979. године постојало је између 150 и 175 секција, од којих је само неколико било познато по имену изван Совјетског Савеза. Пример одељења је, на пример, одељење за култивацију земљишта Одељења за пољопривреду или одељење за Африку Међународног одељења. Као и са одељењима, одељењем је руководила канцеларија по имену шеф. Званични назив за члана особља одељења био је инструктор (рус. instruktor).
Током периода власти Горбачова, апарат Централног комитета чинили су различита одељења. Сектор партијске изградње и кадровског рада распоређивао је партијске кадрове у номенклатурном систему. Државно-правно одељење је надгледало оружане снаге, КГБ, Министарство унутрашњих послова, синдикате и Тужилаштво. Пре 1989. Централни комитет је имао неколико одељења, али је неколико укинуто те године. Међу тим одељењима било је Одељење Централног комитета одговорно за привреду у целини, једно за машиноградњу, једно за хемијску индустрију и тако даље. Партија је укинула ове ресоре у настојању да се уклони из свакодневног управљања привредом у корист државних органа и веће улоге тржишта, као део процеса перестројке.

### Генерални секретар
Функција генералног секретара успостављена је под називом Технички секретар у априлу 1917. године, а прво ју је обављала Елена Стасова. Првобитно, у своје прве две инкарнације, канцеларија је обављала углавном секретарске послове. Тада је 1919. установљено место одговорног секретара за обављање административних послова. Функција генералног секретара успостављена је 1922. године, а за њену прву функцију изабран је Јосиф Стаљин. Генерални секретар је, као функција, био чисто административна и дисциплинска функција, чија је улога била само да одређује састав партијског чланства. Стаљин је користио принципе демократског централизма да трансформише своју канцеларију у функцију партијског лидера, а касније и вође Совјетског Савеза. Године 1934. 17. партијски конгрес није изабрао генералног секретара и Стаљин је био обичан секретар све до своје смрти 1953. године, иако је остао дефакто вођа не умањујући сопствени ауторитет.
Никита Хрушчов је поново успоставио функцију 14. септембра 1953. под именом Први секретар. Године 1957. Антипартијска група га је скоро уклонила са функције. Георгиј Маленков, водећи члан Антипартијске групе, забринут је да су овлашћења првог секретара практично неограничена. Хрушчов је смењен са места вође 14. октобра 1964, а заменио га је Леонид Брежњев. У почетку није било јасног лидера колективног руководства са Брежњевом и премијером Алексејем Косигином који су владали као једнаки. Међутим, до 1970-их Брежњевов утицај је превазишао утицај Косигина и он је успео да задржи ту подршку избегавајући било какве радикалне реформе. Овлашћења и функције генералног секретара биле су ограничене од стране колективног руководства током Брежњевљевог,  и каснијег мандата Јурија Андропова и Константина Черненка .  Михаил Горбачов, изабран 1985. године, владао је Совјетским Савезом преко функције генералног секретара до 1990. године, када је Конгрес народних посланика изгласао уклањање члана 6 из совјетског устава из 1977. године. То је значило да је Комунистичка партија изгубила позицију „водеће и водеће снаге совјетског друштва“ и да су овлашћења генералног секретара драстично смањена.

### Оргбиро
Организациони биро, обично скраћено Оргбиро, био је извршни партијски орган. Централни комитет је организовао Оргбиро. За време владавине Лењина, Оргбиро се састајао најмање 3 пута недељно и био је дужан да сваке друге недеље подноси извештаје Централном комитету. Оргбиро је руководио свим организационим задацима партије. По речима Лењина, „Оргбиро распоређује снаге, док Политбиро одлучује о политици“. У теорији, Оргбиро је одлучивао о свим политикама које се односе на административна и кадровска питања. Одлуке које донесе Оргбиро би заузврат спроводио Секретаријат. Секретаријат би могао да формулише и одлучује о политици партијске администрације и особља ако се сви чланови Оргбироа слажу са том одлуком. Политбиро се често мешао у послове Оргбироа и постао активан у одлучивању о административној и кадровској политици. Упркос томе, Оргбиро је остао независан орган за време Лењина, чак и ако је Политбиро могао да стави вето на његове резолуције. Оргбиро је био активан и динамичан орган, и у пракси је био одговоран за одабир особља за високе положаје; селекција особља за неважна или ниже позиције била је незванична одговорност Секретаријата. Међутим, Секретаријат је постепено замрачио Оргбиро. Оргбиро је укинут 1952. на 19. партијском конгресу.

### Систем партијског образовања
Академија друштвених наука (рус. Акаде́мия общественных нау́к) основана је 2. августа 1946. (са седиштем у Москви) као високошколска установа. Образовао је будуће партијске и владине функционере, као и универзитетске професоре, научнике и писце. Образовање се заснивало на свјетоназору Комунистичке партије и њеној идеологији. Студенту су биле потребне три године да дипломира. Студенти би могли да стекну докторске дипломе из друштвених наука. Ректор академије био је и председник Научног већа академије. АСС је надгледала пропагандни систем заједно са Институтом марксизма-лењинизма. До 1980-их, Академија друштвених наука је била одговорна за активности партијских школа, и постала је водећи орган у совјетском образовном систему.
Виша партијска школа (рус. Высшая партийная школа) је била орган задужен за наставу кадрова у Совјетском Савезу. Била је наследница Комунистичке академије која је основана 1918. Сам ХПС је основан 1939. године као Московска виша партијска школа и нудила је својим студентима двогодишњи курс обуке за партијски функционер. Реорганизован је 1956. како би могао да понуди специјализованију идеолошку обуку. Године 1956. отворена је школа у Москви за ученике из социјалистичких земаља. Московска виша партијска школа је била партијска школа са највишим угледом. Сама школа је имала једанаест факултета све до резолуције Централног комитета 1972. која је захтевала измене наставног плана и програма. Прва регионална (школе ван Москве ) Виша партијска школа основана је 1946. До раних 1950-их постојало је 70 Виших партијских школа. Током реорганизације 1956. године, Хрушчов је затворио њих тринаест, а 29 их је рекласификовао у међурепубличке и међуобластне школе.
ХПС је вршио идеолошку и теоријску обуку и преквалификацију партијских и државних функционера. Курсеви су обухватали историју Комунистичке партије, марксистичко-лењинистичку филозофију, научни комунизам, политичку економију партијске изградње, међународни комунистички покрет, раднике и народноослободилачке покрете, совјетску економију, пољопривредну економију, јавно право и совјетски развој, новинарство и књижевност, руски и страни језици између осталих. Да би студирали на вишој партијској школи, чланови партије су морали да имају високо образовање. Пријем студената обављен је на препоруку Централног комитета савезних република, територијалних и регионалних комитета партије.
Институт марксизма-лењинизма (рус. Институт марксизма-ленинизма, скраћено ИМЛ) био је одговоран за доктринарну науку. Поред Академије друштвених наука, ИМЛ је био одговоран за надгледање пропагандног система. ИМЛ је основан спајањем Института Маркс–Енгелс (рус. Институт К. Маркса и Ф. Енгельса) и Лењиновог института (рус. Институт Ленина) 1931. Био је то истраживачки институт који је прикупљао и чувао документе дела Карла Маркса, Фридриха Енгелса и Лењина. Објављивала је њихове радове, писала биографије, прикупљала и чувала документе о истакнутим личностима партије, сакупљала и издавала часопис Питања о партијској историји. Такође је објављивао монографије и прикупљао документе који се односе на марксизам-лењинизам, историју Комунистичке партије Совјетског Савеза, партијске послове, научни комунизам и историју међународног комунистичког покрета. Резолуцијом Централног комитета од 25. јуна 1968. ИМЛ је добио право да води придружене организације – Институт за историју Централног комитета Комунистичке партије савезних република, Лењинградски регионални комитет, Музеј Карла Маркса и Фридриха. Енгелс, Централни музеј Владимира. Лењина и других придружених организација, координацију свих истраживања у области историјско-партијске науке, посматрање објављивања научних радова и уметничких дела и литературе о животу и раду класика марксизма-лењинизма, за научно вођење. на тему старих бољшевика. Године 1972. ИМЛ је подељен на 9 одељења који су се фокусирали на; дела Маркса и Енгелса, дела Лењина, историје партијског изградње, научног комунизма, историје међународног комунистичког покрета, координационих грана истраживања, Централне партијске архиве, Партијске библиотеке, Музеја Карла Маркса и Фридрих Енгелс.
Институт друштвених наука (рус. Институт обсественних наук) основан је 1962. г. Његова главна функција била је да образује стране комунисте из социјалистичких земаља и из земаља Трећег света социјалистичких оријентација. Институт је био у надлежности Међународног одељења Централног комитета Горбачова. Постојала је значајна мањина унутар института која је желела или веровала у политичку реформу.

### Политбиро
Када је Јаков Свердлов умро 19. марта 1919, партија је изгубила свог главног организатора. На 8. партијском конгресу (18–23. март 1919) Централном комитету је наложено да оснује Политички биро (Политбиро), Организациони биро (Оргбиро) и Секретаријат, који је требало да се састоји од једног одговорног секретара (касније преименованог генералном секретару). Првобитно, Политбиро је био састављен од 5 (пуних) чланова; њени први чланови били су Владимир Лењин, Лав Троцки, Јосиф Стаљин, Лев Камењев и Николај Крестински. Била су још три (кандидата) члана; то су били Николај Бухарин, Михаил Калињин и Григориј Зиновјев. На почетку, Политбиро је био задужен за решавање непосредних проблема – постао је највиши политички орган. Поједини делегати 8. партијског конгреса изнели су примедбе на оснивање Политбироа, тврдећи да ће његово оснивање претворити чланове Централног комитета у другоразредне функционере. Као одговор, Политбироу је наређено да доставља извештаје Централном комитету, а члановима Централног комитета дато је право да присуствују седницама Политбироа. На седницама су чланови Централног комитета могли да учествују са консултативним гласом, али нису могли да гласају о питањима.
Према Џерију Ф. Хау, Политбиро је у постлењиновском периоду играо улогу совјетског кабинета, а Централни комитет као парламента коме је био одговоран. За време Стаљина, Политбиро се није састајао често као колективна јединица, али је и даље био важно тело – многи од Стаљинових штићеника били су чланови. Чланство у Политбироу се постепено повећавало у ери од Лењина до Брежњева, делом због Стаљинове централизације власти у Политбироу. Политбиро је 1952. преименован у Президијум, и то име је задржао до 1966. Према Брежњеву, Политбиро се састајао најмање једном недељно, обично четвртком. Уобичајена сесија би трајала између три и шест сати. Између 24. партијског конгреса (30. март – 9. април 1971.) и 25. партијског конгреса (24. фебруар – 5. март 1976.), Политбиро се састао, барем званично, 215 пута. По Брежњеву, Политбиро одлучује о „најважнијим и најхитнијим питањима унутрашње и спољне политике”. Политбиро је вршио и извршну и законодавну власт.

### Правда
Правда (у преводу Истина) је била водећи лист у Совјетском Савезу и орган Централног комитета. Организационо одељење ЦК био је једини орган који је овлашћен да разреши дужности уреднике Правде. Правда је на почетку била пројекат који су започели чланови украјинске социјалдемократске лабуристичке партије 1905. Лаву Троцком се обратило у вези могућности да води нови лист због његовог претходног рада у Кијевској мисли, украјинском листу. Прво издање објављено је 3. октобра 1908. Лист је првобитно објављен у Лавову, али до објављивања шестог броја у новембру 1909. цела операција је премештена у Беч, Аустроугарска. Током Руског грађанског рата, продају Правде су смањиле Известиа, владине новине. У то време, просечна цифра читања Правде била је 130.000. Ова Правда (она са седиштем у Бечу) објавила је свој последњи број 1912. године, а наследила ју је нова новина, такође названа Правда, са седиштем у Санкт Петербургу исте године. У овим новинама су доминирали бољшевици. Главни циљ листа је био да промовише марксистичко-лењинистичку филозофију и разоткрије лажи буржоазије. Године 1975. лист је досегао тираж од 10,6 милиона људи.

### Секретаријат
Секретаријат је био на челу централног апарата КПСС и био је искључиво одговоран за развој и спровођење партијске политике. Законски је био овлашћен да преузме дужности и функције Централног комитета када није био на пленуму (није одржао састанак). Многи чланови Секретаријата су истовремено имали место у Политбироу. Према совјетском уџбенику о партијским процедурама, улога Секретаријата је била „руковођење текућим радом, углавном у области селекције кадрова и у организацији провере испуњења [партијско-државних одлука]“. „Избор особља“ (рус. podbor kadrov) у овом случају значи одржавање општих стандарда и критеријума за избор различитих кадрова. „Провера испуњења“ (рус. proverka ispolneniia) партијских и државних одлука значило је да је Секретаријат задужио друге органе.
Секретаријат је контролисао, или је имао главну реч у вођењу одељења Централног комитета. Чланови Секретаријата, секретари, надгледали су одељења Централног комитета, или су их водили. Међутим, постојали су изузеци као што су Михаил Суслов и Андреј Кириленко који су надзирали друге секретаре поред својих индивидуалних одговорности над совјетском политиком (спољни односи и идеолошки послови у случају Суслова; селекција особља и економија у случају Кириленка).
Док је генерални секретар формално био на челу Секретаријата, његове одговорности не само као лидера партије већ и целе совјетске државе нису му остављале мало могућности да председава њеним седницама, а камоли да пружа детаљан надзор над његовим радом.  Ово је довело до стварања дефакто заменика генералног секретара  иначе познатог као „други секретар“ који је био одговоран за свакодневно функционисање Секретаријата.
Овлашћења Секретаријата су смањена за време Михаила Горбачова, а Комисије Централног комитета преузеле су функције Секретаријата 1988. године. Јегор Лигачов, члан Секретаријата, приметио је да су ове промене потпуно уништиле власт Секретаријата и учиниле тело готово сувишно. Због тога се Секретаријат до 1990. једва састајао. Међутим, ниједна од ових комисија није била тако моћна као што је био Секретаријат.
Секретаријат је ревитализован на 28. конгресу Партије (2. јул 1990. – 13. јул 1990.). Новооснована канцеларија, заменик генералног секретара, постао је званични директор Секретаријата. Горбачов је председавао првом сесијом после Конгреса, али је након тога њеним састанцима председавао Владимир Ивашко, заменик генералног секретара. Иако је Секретаријат ревитализован, никада није повратио ауторитет који је имао у данима пре Горбачова. Ауторитет Секретаријата је ојачан у границама институција и политичких правила, која су уведена под Горбачовом – али повратак на старо је био немогућ.

## Седиште
Централни комитет је имао своје канцеларије на Старом тргу у Москви. У том крају било је преко десетина зграда, познатих као „партијски град“, које је контролисао Централни комитет. Постојао је троспратни ресторан, бифеи, путнички биро, пошта, књижара, биоскоп и спортски центар. Запошљавали су око 1.500 људи двадесетих година прошлог века, а око 3.000 1988. године.